# Romagne, Vienne
Romagne är en kommun i departementet Vienne i regionen Nouvelle-Aquitaine i västra Frankrike. Kommunen ligger i kantonen Couhé som tillhör arrondissementet Montmorillon. År 2022 hade Romagne 803 invånare.

## Befolkningsutveckling
Antalet invånare i kommunen Romagne
| Referens: INSEE |